# Bill Tanner
William Tanner er en fiktiv karakter i James Bond-filmene og bøgerne af den britiske forfatter Ian Fleming. Tanner arbejder i Secret Intelligence Service (MI6) og er M's næstkommanderende.
Han er dygtig i krisesituationer og har en tør humor. Han er Bonds' stærkeste allierede i MI6, og de spiller ofte golf i deres fritid. Han har familie, og misunder Bonds frihed.
I Ian Flemings romaner optræder han sporadisk som MI6's stabschef. Han er en fast karakter i John Gardners fortsættelse af serien.

## I film
| Film                        | År   | Spillet af                      |
| --------------------------- | ---- | ------------------------------- |
| The Man with the Golden Gun | 1974 | Michael Goodliffe (ukrediteret) |
| For Your Eyes Only          | 1981 | James Villiers                  |
| GoldenEye                   | 1995 | Michael Kitchen                 |
| The World Is Not Enough     | 1999 | Michael Kitchen                 |
| Quantum of Solace           | 2008 | Rory Kinnear                    |
| Skyfall                     | 2012 | Rory Kinnear                    |
| Spectre                     | 2015 | Rory Kinnear                    |
| No Time to Die              | 2021 | Rory Kinnear                    |